# Virginia Slims of Los Angeles 1994
Virginia Slims of Los Angeles 1994 — жіночий тенісний турнір, що проходив на відкритих кортах з твердим покриттям Manhattan Country Club на Мангеттен-Біч (США). Належав до турнірів 2-ї категорії в рамках Туру WTA 1994. Відбувсь удвадцятьперше і тривав з 8 до 14 серпня 1994 року. Десята сіяна Емі Фрейзер здобула титул в одиночному розряді й отримала 80 тис. доларів США.

## Фінальна частина

### Одиночний розряд
Емі Фрейзер —  Енн Гроссман 6–1, 6–3
- Для Фрейзер це був 1-й титул в одиночному розряді за сезон і 4-й — за кар'єру.

### Парний розряд
Жулі Алар /  Наталі Тозья —  Яна Новотна /  Ліза Реймонд 6–1, 0–6, 6–1